# シャーロット・モーマン
シャーロット・モーマン（Charlotte Moorman、1933年11月18日 - 1991年11月8日）はアメリカ合衆国のチェリスト、パフォーマンス・アーティスト。

## 人物
シャーロット・モーマン、マドレーヌ・シャーロット・モーマン（Madeline Charlotte Moorman）は、1933年にアメリカ合衆国のアーカンソー州リトルロックに生まれた。10歳からチェロを学び始め、ルイジアナ州シュリーブポートにあるセンテナリー・カレッジに奨学金を得て入学、1955年に人文学士号（B.A.）を取得、テキサス大学オースティン校で人文修士号（M.A.）を取得。1962年にはジュリアード音楽院で学んでいる。
伝統的なコンサート・ホールでのキャリアを積み始めたものの、すぐに1960年代当時のアート・シーンに惹かれるようになり、フルクサスに参加。ナム・ジュン・パイクと親しくなり、以後、パイクの最大の共演者になった。モーマンが上半身裸のパイクの背中をチェロに見立てて演奏する「人間チェロ」（1965年）や、裸のモーマンが爆弾をチェロに見立てて演奏する「爆弾チェロ」（1968年）などのパフォーマンスが有名である。
1963年～1969年、1971年～1975年、1977年～1978年、1980年には「ニューヨーク・アヴァンギャルド・フェスティバル」を企画し、セントラルパークやスタテンアイランド・フェリーなどいろいろな場所でそれを行った。
1967年2月9日に、ニューヨークでパイクと『オペラ・セクストロニック』を共演。この公演では、演奏が進むにつれて、ビキニ、ペイスティース、トップレス、そして全裸となる段取りだった。しかし、ビキニからトップレスになり黒いシャツだけ羽織った状態になったところで、警察が乱入してきて、公然わいせつ罪で逮捕された。判決には執行猶予がついたものの、この事件で「トップレス・チェリスト」としてアメリカ中の名声と悪名を得ることになった。1969年には再びパイクと『生きた彫刻のためのTVブラ』を共演した。
彼女はパフォーマーとして優秀なのみならず、広報および交渉者としても適格であり、ニューヨークの地方自治体とも良好な関係を築くことができた。これにより「ニューヨーク・アヴァンギャルド・フェスティバル」を開催し続けることができた。
1970年代後半にモーマンは乳癌を患い、乳房の切除を余儀なくされた。激しい痛みと日々悪化していく体をものともせず、1980年代を乗り切った。1991年11月8日に癌によりニューヨークで死去。57歳。